# 節水コマ

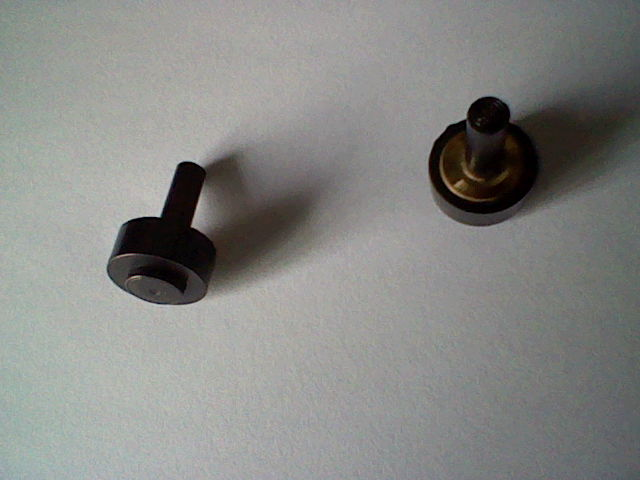
節水コマ

節水コマ（せっすいコマ）とは、上水道の蛇口内部に取り付けるゴム製又は樹脂製の節水用のコマのこと。

## 概要
節水コマは、通常のコマの中央部に突起が付いた形状となっており、突起が流出しようとする水流を阻害し、半開時の流出量を5〜10%程度抑える。食器洗い時など、水道を流しっぱなしにする際の水量を抑えることができ、省資源効果が出る。
東京都水道局が採用している「東京都型」は水圧0.2MPa、13mm給水管にTOTO T30AR13水栓で使用した場合、使用しなかった時と比較して、1/4開度で約8%強、半開で約5.5%程度の流量を減らすことができる。
また、これとは別にオリフィスを用いた「定流量弁」、「流量調整弁」を節水コマと呼ぶ事もある。この場合は、その蛇口の使用目的に合わせた任意の吐水量に調整することができるので節水効果も高く、水を大量に使用する産業やホテル、病院、飲食店などで使われている。また多くの地方自治体で、小中学校、高校などに設置している節水コマは、こちらを指す。

## 入手方法
水不足対策になるということで、無料で節水コマを配布している地方自治体は多い。ホームセンターなどでも入手は可能。金額は1個あたりの本体価格で100円強程度（ホームセンターでは2個単位で売られていることが多い）。
オリフィスを用いた節水コマ（定流量弁）は、数千円から1万円程度で購入できる。

## 交換方法
水道の元栓を閉め、蛇口のコック（回転部分）の下を水道用のスパナなどで外すとコマが取り出せる。節水コマと取り替えて再びコックを取り付ける。レバー式水栓はねじ式のものと内部構造が違うので、節水コマは使えない。また、軸（スピンドル）とコマが一体型になった寒冷地仕様等の特殊なものにも使用できない（なお、水撃作用対策品は節水機能もあるものもある）。
後者の節水コマは、ほぼ全ての水栓に使用できる。水量を目的に合わせ設定する場合など、施工は業者が行う事が多い。

## 注意点
前者の節水コマの場合、水道の蛇口を全開にした時は、コマが上がりきってしまうため、通常のコマと節水コマの流出量に差はでない。洗車や床清掃などで全開にして使う場合は後者の節水コマを使わないと効果が無い。また用途が貯め水に限られる浴槽やプールでの水量には変化がない（むしろ全開でないとした場合、同じ量を貯める場合貯まるまでの時間が遅くなってしまうだけである）ので使用しない。
古い設備は蛇口が劣化しており節水コマの交換作業により蛇口そのものや他の内部部品（特にパッキンのような樹脂部品等）を破損する恐れがあるので注意が必要。
中には「水道代が半額になる」という謳い文句で、使用量の少ない一般家庭に取り付け工事を勧める悪質リフォーム業者がいるので注意が必要である。
トイレのロータンク用の節水コマはこれらとは全く違う物で、タンクへの入水量を制限するのではなく、便器への排水量を調節し節水する。その形状も弁形状ではなくフロートバルブの上に置くウエイト（重り）であるが、何故かこのウエイトも節水コマと呼ばれる事が多い。